# Massello
Massello (en français Massel) est une commune italienne de la ville métropolitaine de Turin, dans la région Piémont.

## Géographie
Massello se situe dans un vallon latéral du val Germanasca, lui-même étant une vallée triangulaire bordée par des montagnes imposantes comme le Bucìe (2998 m) et le Grammuel (2977 m) et latérale du val Cluson. Les habitations de la commune se trouvent essentiellement sur les pentes de la montagne Punta Raccias,. Le territoire est entouré par Pragelato à l'ouest, Fenestrelle et Roure au nord, Perrero à l'est, et Salza au sud. La vallée est traversée par la rivière Germanasca de Massello, qui forme la cascade du Pis à 2000 m d'altitude avant de se jeter dans la Germanasca de Prali.  
Le territoire se caractérise par des prairies cultivées et des forêts, en particulier de mélèzes, de hêtres et de bouleaux. 

La commune est composée de différents hameaux. Le siège municipal se trouve à Roberso.

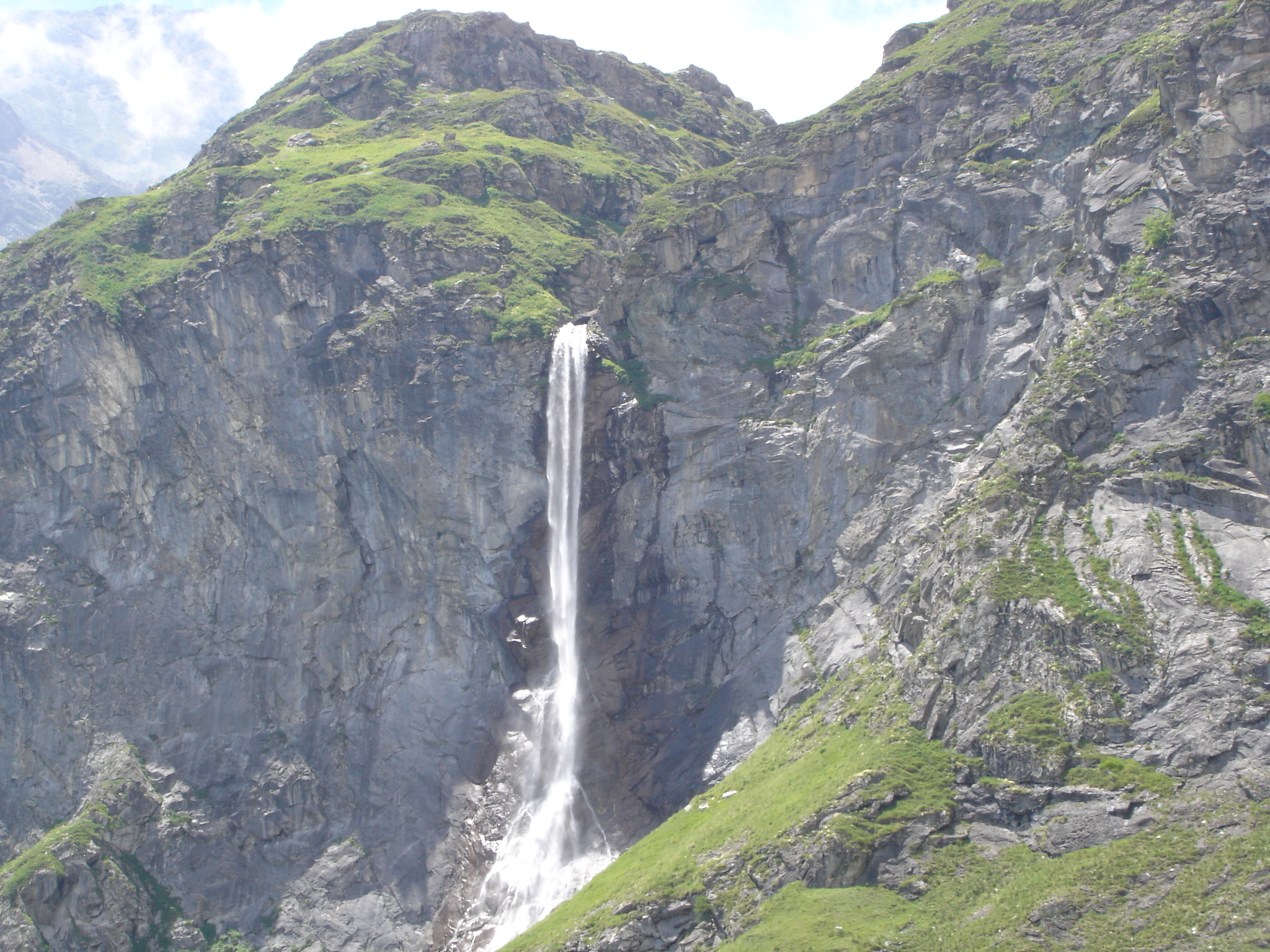
Cascade du Pis sur le territoire de la commune.
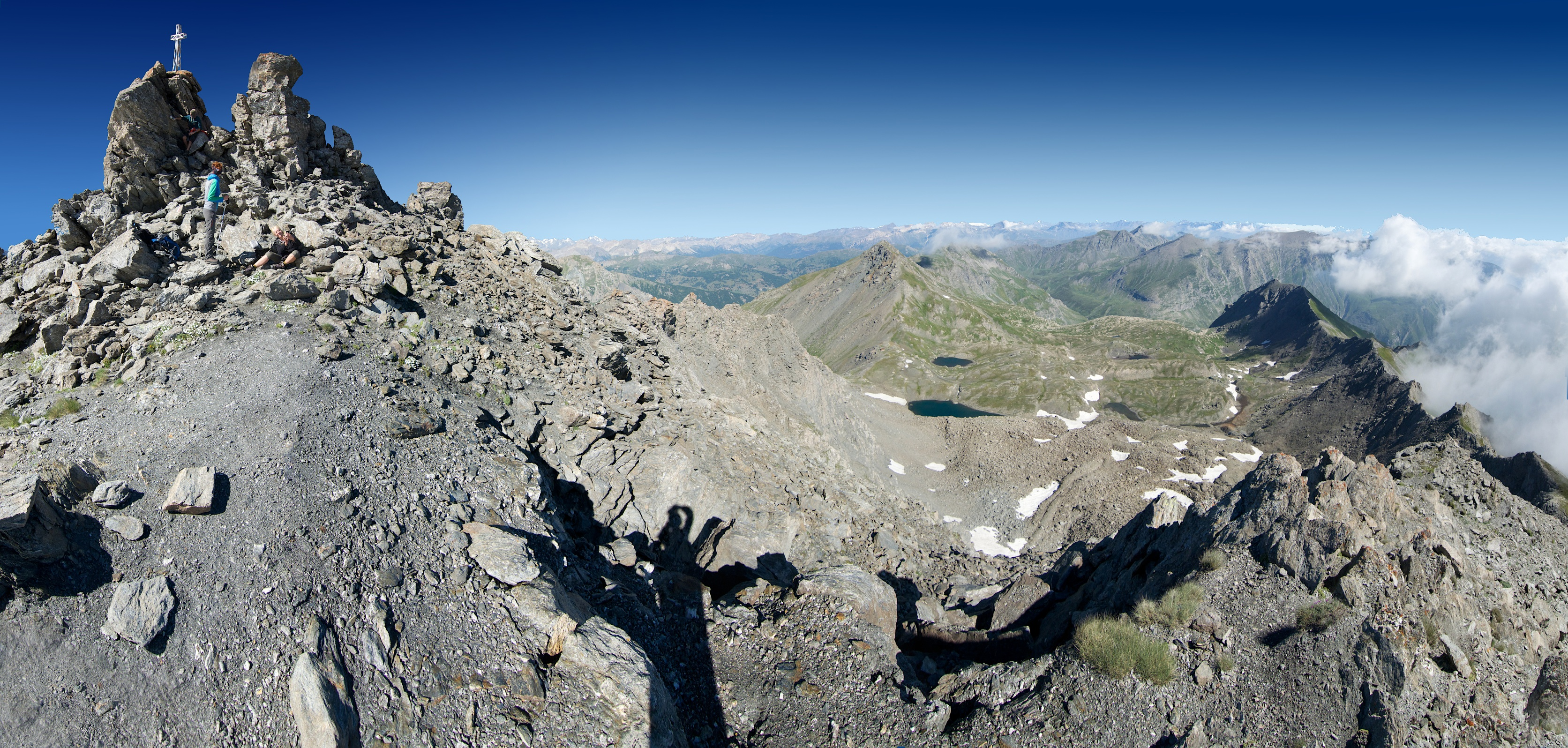
Panorama depuis le Bric Ghinivert, point culminant de la commune (3037 m).
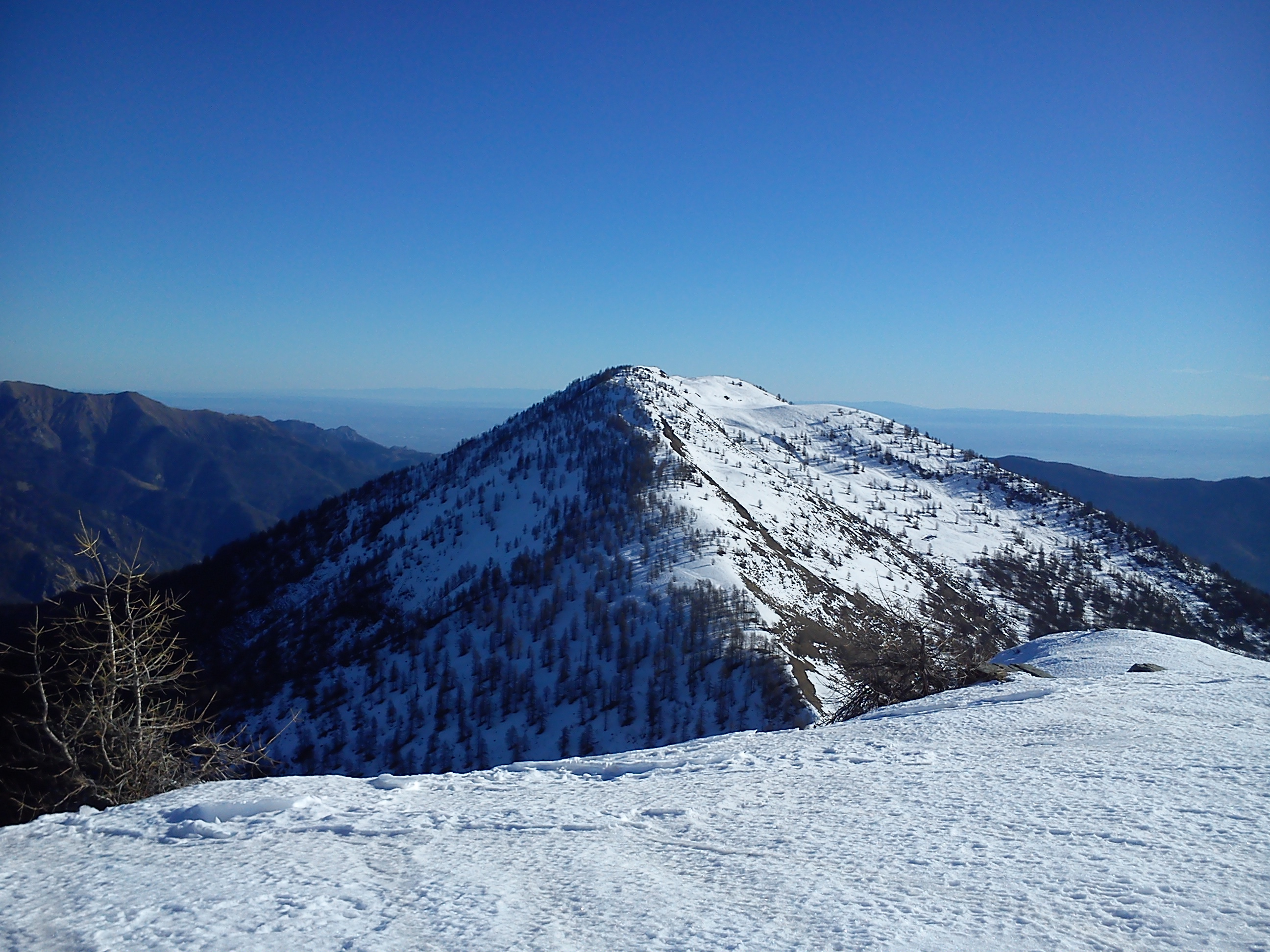
La Punta Raccias en hiver.
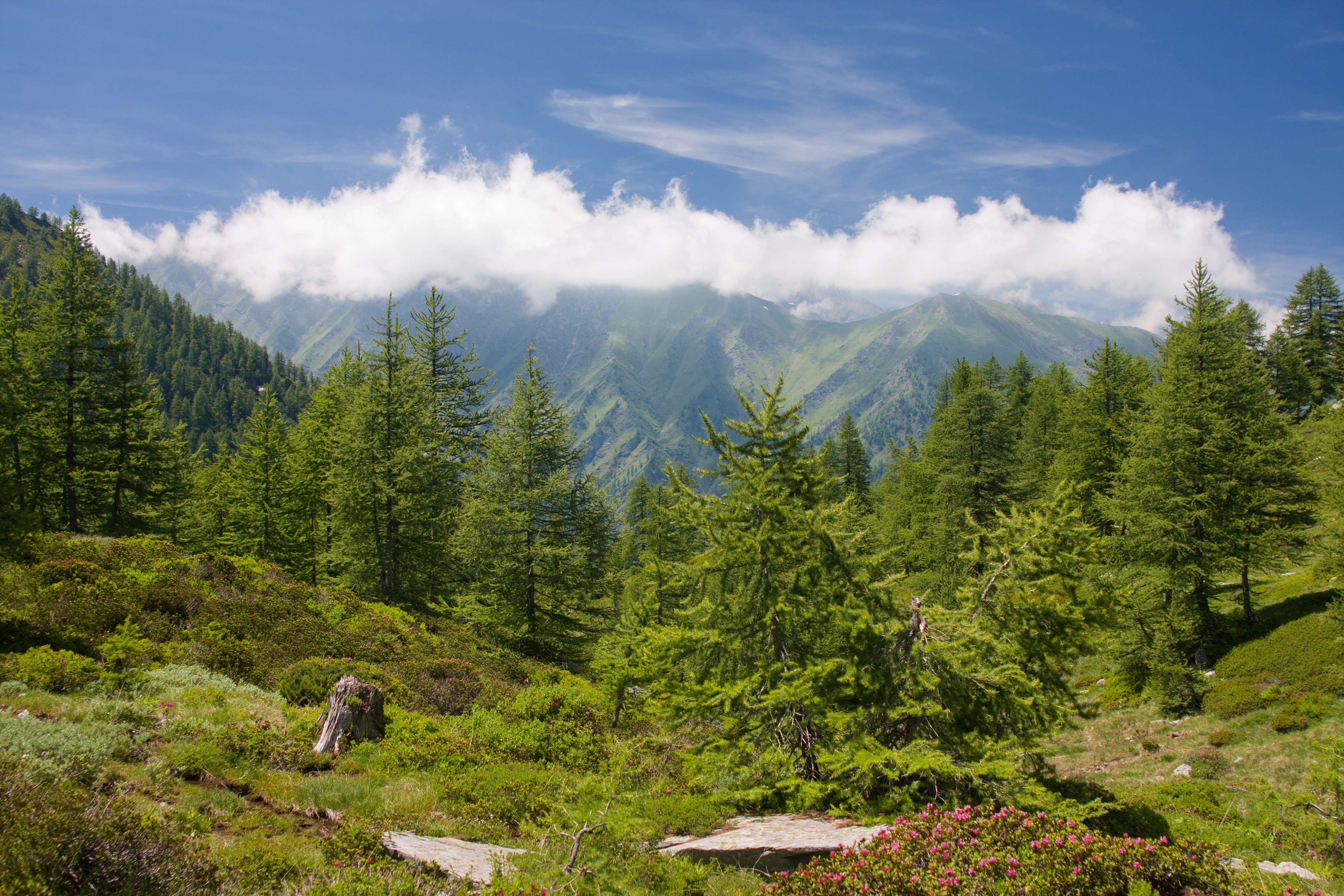
Paysage du val Germanasca.

## Histoire
Un site préhistorique important se trouve à la « Roccia del’Alce », vers la Bergerie del Lausun, et sur laquelle sont visibles des gravures datant de dix mille ans.  
L'origine du nom« Massello » dérive probablement de la tribu des « Magelli » qui étaient venus de la plaine de Pignerol, pour exploiter les pâturages et le bois. Sa première mention dans des documents officiels date de 1347 pour un contrat d'achat de la part des comtes des Savoie.
Dès le Moyen Âge central, l'histoire de Massello est surtout liée à celle des chrétiens vaudois. Valdès , considéré comme le fondateur du mouvement Vaudois au XIIe siècle, et ses enseignements sont souvent perçus comme avant-coureurs de la Réforme. Cela explique le ralliement de l'église vaudoise au protestantisme lors du synode de Chanforan en 1532.  
Après leur arrivée dans les montagnes du Piémont autour du XIIIe siècle pour fuir l'oppression les visant notamment en France et en Lombardie, les Vaudois du val Germanasca subissent de premières persécutions au milieu du XVe siècle, marquées par des bûchers et des procès pour hérésie. Celles-ci persistent à différents degrés les siècles suivants. Certains choisissent alors l'exil ou y sont parfois forcés. Ils marchent alors vers la Suisse, mais aussi l'Allemagne et la région de Genève.    
Deux siècles plus tard, en 1686, Massello joue un rôle crucial lors de la guerre de la Ligue d'Augsbourg, où la communauté résiste aux troupes françaises opposées au duché de Savoie, et ce alors que les communes environnantes ont déjà abdiqué. Les habitants de Massello refusent catégoriquement de se rendre et sont massacrés par les troupes de Nicolas de Catinat. Ces événements donnent alors à Massello une renommée européenne, encourageant la Glorieuse Rentrée des Vaudois, c'est-à-dire leur retour dans les vallées piémontaises. Entre 1689 et 1690, les Vaudois, de retour d'exil, fortifient le château de Balziglia et résistent une nouvelle fois aux assauts des attaques françaises, mais aussi ducales.   
Au XVIIIe siècle, Massello se trouve à nouveau occupé par les armées françaises pendant la guerre de Succession d'Espagne. Dans ce cadre, entre 1704 et 1708, afin d'enrôler les Vaudois contre Victor-Amédée II de Savoie, Louis XIV instaure dans le val Germanasca (alors appelé Val San Martino) la République du Sel ; autrement dit, il octroie aux habitant des avantages considérables sur le prix du sel et leur permet de pratiquer librement leur religion réformée. Un siècle plus tard, pendant l'époque napoléonienne, des milices locales défendent les cols frontaliers.
Après la concession des droits civils aux Vaudois par Charles-Albert en 1848, les habitants de Massello participent aux événements nationaux italiens, comme l'unification. Le siècle suivant, les hommes de la commune combattent pour l'Italie lors des deux guerres mondiales. Le village est également le théâtre d'opérations militaires et de résistance pendant la Seconde Guerre mondiale, avec des sacrifices de civils et de partisans.

## Économie

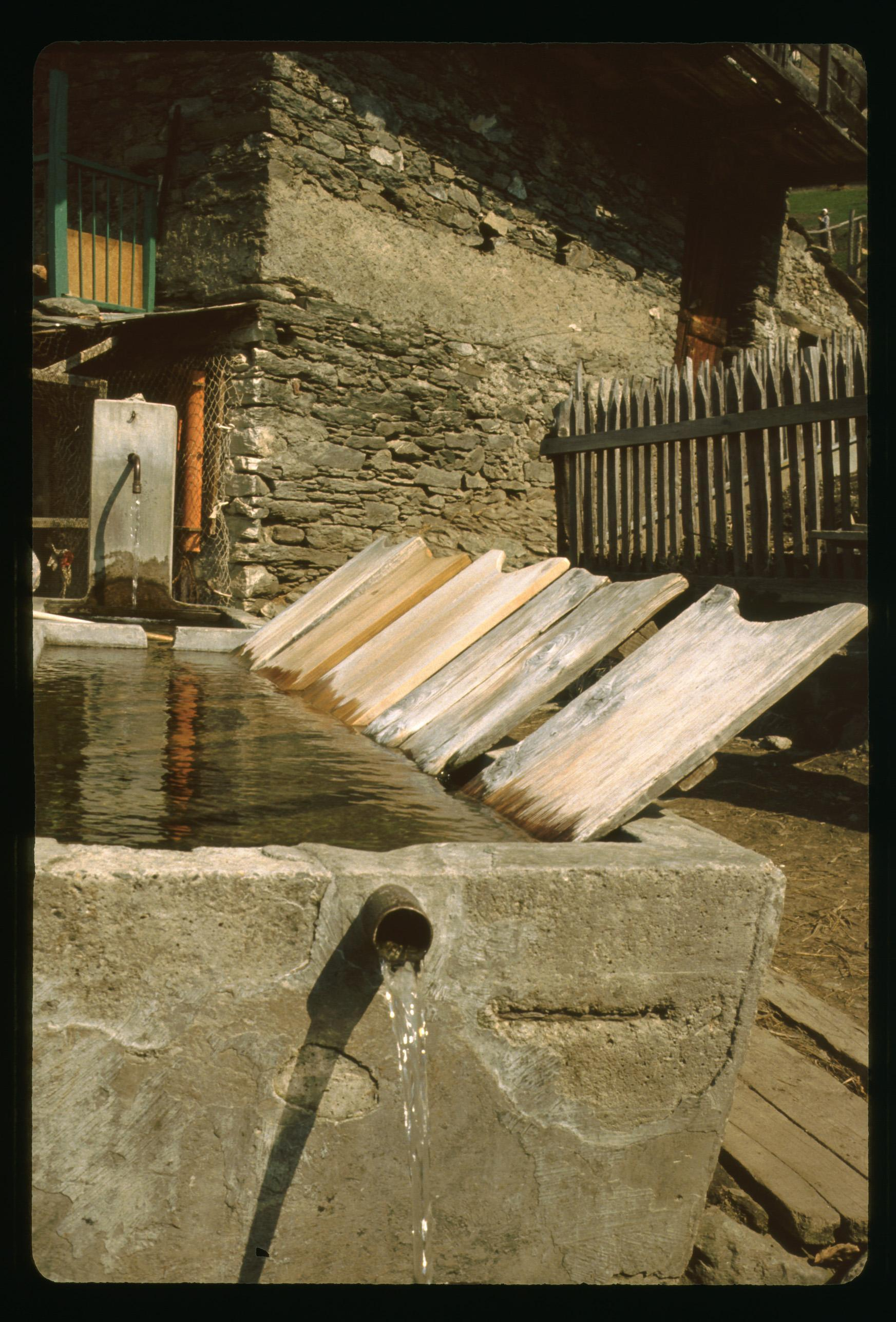
Lavoir à Massello en 1981.

Comme d'autres communes de montagne du val Germanasca, l'économie de Massello repose sur le pastoralisme et l'agriculture. Les pommes de terre et le foin forment les principaux fruits du travail de la terre. Le beurre, la tomme et la seirass (sorte de ricotta typique du Piémont) constituent les produits du terroir obtenus à partir de la transformation du lait. 
Auparavant, l'engraissement des veaux avait également une certaine importance, tout comme le bûcheronnage. On y trouvait aussi une activité minière pour extraire du talc et de la pyrite (mine de Beth) .

## Culture
La commune compte un musée sur l'histoire des communautés vaudoises.

## Administration
| Période         | Période        | Identité                  | Étiquette                         | Qualité |
| --------------- | -------------- | ------------------------- | --------------------------------- | ------- |
| 21 juillet 1988 | 5 juin 1993    | Aldo Giovanni Peyran      | Parti socialiste italien          |         |
| 16 juin 1993    | 28 avril 1997  | Willy Micol               | Liste civique                     |         |
| 28 avril 1997   | 14 mai 2001    | Willy Micol               | Centre                            |         |
| 14 mai 2001     | 30 mai 2006    | Daniela Libralon          | Gauche                            |         |
| 30 mai 2006     | 16 mai 2011    | Daniela Linda Libralon    | Centre gauche                     |         |
| 16 mai 2011     | 5 juin 2016    | Antonio Chiadò Fiorio Tin | Liste civique Per Massello        |         |
| 5 juin 2016     | 4 octobre 2021 | Willy Micol               | Liste civique Montagna viva       |         |
| 4 octobre 2021  | en cours       | Enrico Boetto             | Liste civique Vita natura cultura | Artisan |

## Hameaux

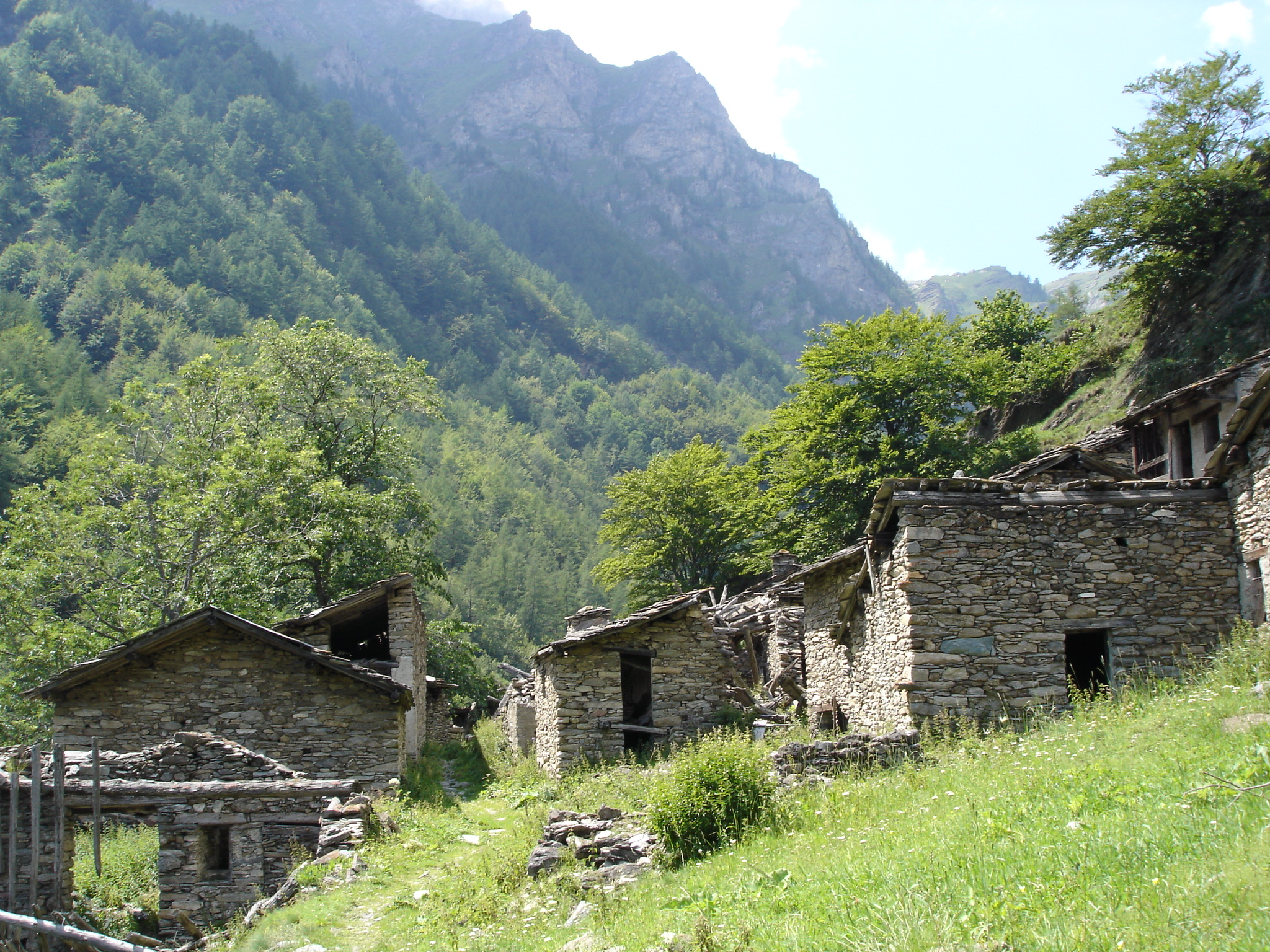
Hameau ruiné au-dessus de Balsiglia.

Balziglia. Gros Passet (1 320 m). Piccolo Passet (piém. : lou Chit Pasét - 1 230 m).  Roccias (piém. : lou Rouchas - 1 286 m). Grangiadidiero (1 250 m). Aiasse (1 275 m). Reynaud (1 183 m). Occie (1 388 m), seul hameau habité par des catholiques. Roberso (1 190 m). Mulino (1 141 m). 
Brualacomba (1 230 m). Porince (1 253 m). Porte (1 386 m). Centrale (1 118 m). Ciaberso (1 215 m), c'est près d'ici qu'il y a l'église catholique et le temple vaudois. Campolasalza (1 134 m).
Saret (1 140 m).

### Communes limitrophes
Pragela, Roure, Fenestrelle, Perrero, Salza di Pinerolo.

## Fêtes, foires
16 février : feux de la liberté et fête des Vaudois. Chaque soir entre le 16 et 17 février les communes vaudoises du Piémont organisent des feux de joie afin de commémorer la concession des droits civils aux Vaudois par Charles-Albert le 17 février 1848 .

## Évolution démographique
Entre 1975 et 2015, la population a chuté de 63.9%, passant de 160 habitants à 53. En 2025, la commune compte 54 habitants. La population est majoritairement de confession vaudoise.